# Jon Heidenreich
Jon Heidenreich (født d. 28. juni 1969) er en amerikansk fribryder, bedst kendt fra World Wrestling Entertainment hvor han wrestlede fra 2003 til 2006 som Heidenreich.